# Яздегерд II
Яздегерд II (Йездигерд II) е владетел от Сасанидската династия на Персия. Управлява през 438 – 457 г.

## Произход и управление
Син на Бахрам V. За разлика от неговия предшественик, Яздегерд II е подозрителен към религиозните малцинства в държавата и особено към юдеите и християните, срещу които започва жестоки гонения. По негова заповед са избити 153 хиляди асирийски християни в Киркук. Той желае да утвърди зороастрийзма като единствена религия не само в Персия, но и в християнска Армения, намираща се под сасанидско управление. В резултат се влошават отношенията с християнската Източна Римска империя, което довежда до прекратяване на мирния договор от 422 г.
През 440 – 441 г. започва война между римляни и сасаниди, която се води в Армения и Месопотамия с променлив резултат. Заради проблеми по западните граници, император Теодосий II поискал да поднови мира, без промяна на статуквото. Тъй като междувременно източните граници на Сасанидска Персия са нападнати от степни племена, Яздегерд II приема мира, срещу символичен годишен данък плащан от императора.
След сключванито на мира с римляните, Яздегерд II продължава религиозните репресии и през 445 – 6 г. заповядва на арменските благородници да приемат зороастризма, заплашвайки ги с лишаване от военна длъжност и привилегии. Малко от тях се отказват от християнството. Това предизвиква голям бунт в Армения, който е потушен ок. 451 г. със значителни жертви от арменска страна. През 453 – 4 г. Яздегерд II принудително изпраща християнски благородници и свещеници на източната граница за да воюват срещу настъпващите номадски армии.
От 442 г. на източните граници сасанидите водят продължителна отбранителна война срещу кидарити, ефталити и хионити. През 453 – 4 г. Яздегерд II премества двора си в Нишапур, Хорасан, откъдето започва настъпление срещу кидаритите, които прогонва отвъд река Окс. Междувременно Източната Римската империя се възполва от затрудненията на персите и анексира кавказката област Лазика. Яздегерд II воюва на изток до смъртта си през 457 г., когато е наследен от синът му Хормазд III.